# Domagoj Vida
Domagoj Vida (* 29. dubna 1989 Osijek) je chorvatský fotbalový obránce. Vida je stříbrným medailistou z Mistrovství světa 2018.

## Klubová kariéra
Vida s fotbalem začínal u chorvatského celku NK Osijek, odkud v roce 2010 přestoupil do německého týmu Bayer Leverkusen.
Za Leverkusen debutoval 16. září 2010 v zápase Evropské ligy na půdě norského týmu Rosenborg BK jako střídající hráč, když v 78. minutě nahradil Gonzala Castra na levém kraji obrany.
V Leverkusenu si místo v základní sestavě nevybojoval, v domácí lize nastoupil jen do 1 zápasu na hřišti Wolfsburgu.
Následně působil dva roky v chorvatském Dinamu Záhřeb, odkud v roce 2013 přestoupil na Ukrajinu do Dynama Kyjev. V lednu 2018 přestoupil do týmu Besiktas Istanbul, kde podepsal kontrakt na 4,5 roku.

## Reprezentační kariéra
Vida byl členem chorvatského národního týmu do 21 let. Reprezentuje Chorvatsko na MS a na ME.

### MS 2018
Domagoj Vida byl vybrán do konečné nominace Chorvatů na mistrovství světa v Rusku. Ve skupině Chorvati vyhráli všechny tři zápasy, v prvním zápase proti Nigérii (2:0) a ve druhém zápase proti Argentině (3:0) odehrál Domagoj Vida celých 90 minut. Do třetího zápasu proti Islandu nezasáhl, Chorvati měli postup jistý, přesto zvítězili (2:1). Vida se vrátil do sestavy v zápase osmifinále proti Dánsku, které Chorvatsko zvládlo v prodloužení 2:1. Opět zahrál na pozici středního obránce vedle Dejana Lovrena. Na stejné pozici nastoupil i v čtvrtfinálovém utkání proti domácímu Rusku. Tento zápas vyhrál 3:2 na penalty. Vida vstřelil gól v prodloužení. Po zápase s Ruskem vzbudil kontroverze, když věnoval vítězství Ukrajině a Dynamu Kyjev, za což dostal napomenutí od FIFA. Později se v rozhovoru pro ruskou televizní stanici Russia 24 za svá slova omluvil. Celých 120 minut odehrál i v semifinálovém utkání s Anglií (2:1 po prodloužení). Zahrál si i ve finále, ve kterém Chorvatsko prohrálo s Francií 2:4.

### Góly v reprezentaci
| Gól | Datum       | Soutěž (kolo)         | Zápas                    | Skóre (minuta) | Výsledek    |
| --- | ----------- | --------------------- | ------------------------ | -------------- | ----------- |
| 1   | 10. 9. 2013 | Přátelské utkání      | Chorvatsko – Jižní Korea | 2:00(64.)      | 2:1         |
| 2   | 2. 9. 2017  | Kvalifikace MS 2018   | Chorvatsko – Kosovo      | 1:00(74.)      | 1:0         |
| 3   | 7. 7. 2018  | MS 2018 (Čtvrtfinále) | Rusko – Chorvatsko       | 1:20(101.)     | 2:3 po pen. |

## Úspěchy
NK Osijek
- Prva HNL
  - 5. místo (2009/10)